# Sangihe-szigeti füleskuvik
A Sangihe-szigeti füleskuvik (Otus collari) a madarak (Aves) osztályának bagolyalakúak (Strigiformes) rendjébe, ezen belül a bagolyfélék (Strigidae) családjába tartozó faj.

## Előfordulása
A Sangihe-szigeti füleskuvik előfordulási területe az Indonéziához tartozó, névadó Sangihe-sziget.
315 méteres tengerszint feletti magasságnál nem hatol feljebb. A faj elterjedése, körülbelül 560 négyzetkilométeren terül el. Habár nem ismert az állománynagysága, a szigeten közönségesnek és gyakorinak vélt.

## Megjelenése
Kis méretű bagolyfaj, melynek közepes méretű „fülei” vannak.

## Fordítás
- Ez a szócikk részben vagy egészben  a   Sangihe scops owl című angol Wikipédia-szócikk ezen változatának fordításán alapul.  Az eredeti cikk szerkesztőit annak laptörténete sorolja fel. Ez a jelzés csupán a megfogalmazás eredetét és a szerzői jogokat jelzi, nem szolgál a cikkben szereplő információk forrásmegjelöléseként.